# Abel Brion
Pour les articles homonymes, voir Brion.
Compléments
Officier de la Légion d'honneur , Officier des Palmes académiques, Commandeur du Mérite agricole
Abel Justin Brion, né le 26 juin 1906 à Bazeilles dans les Ardennes, mort le 15 juin 1976 dans le 16e arrondissement de Paris, est un vétérinaire français qui fut  professeur de pathologie médicale et de législation à l’École nationale vétérinaire de Lyon, puis à celle d’Alfort.

## Biographie
Abel Justin Brion est né le 26 juin 1906 à Bazeilles dans les  Ardennes, dans une famille lorraine qui avait quitté cette région pour rester française lors de l’annexion de 1871.
Élève brillant, il suivit ses études au lycée Rollin de Paris, en recevant le prix d’excellence chaque année et obtint le baccalauréat latin-grec et philosophie avec la mention Bien en 1925.
La même année, il entre à l’École nationale vétérinaire d’Alfort avec le rang de 5e, devient major de sa promotion pendant quatre années et sort de l’École avec le titre de lauréat.
Quelques mois après la soutenance de sa thèse qui lui vaut le titre de lauréat de la faculté de médecine de Paris, il devient chef de travaux dans le service de médecine dirigé par le professeur Victor Robin.
Agrégé de pathologie médicale et de jurisprudence vétérinaire en 1935, Abel Brion fut nommé titulaire de la chaire de médecine de l’École nationale vétérinaire de Lyon devenue vacante à la suite du décès prématuré du Professeur Auger.
En 1939, il est mobilisé et participe à la guerre en qualité de chef du service de médecine de l’hôpital vétérinaire d’Armée de la 6e région militaire.
En juin 1940, démobilisé avec le grade de capitaine, il reprend son poste à l’École de Lyon qu’il occupera jusqu’en 1955.
À partir de cette date, il est muté sur sa demande à l’École vétérinaire d’Alfort pour remplacer son maître Robin et il y enseigne la sémiologie et la pathologie médicale des équidés, carnivores, porcs et volailles ainsi que la jurisprudence vétérinaire. En 1959, la discipline fut réduite à l’enseignement de la sémiologie et pathologie des équidés et carnivores. La pathologie aviaire est une  discipline dans laquelle avait excellé antérieurement, à Alfort, un professeur parti à la retraite en 1953, Gustave Lesbouyries, qui fut directeur à partir de 1928 d'une station d'études sur les animaux de basse-cour créée dans cette école. Une nouvelle organisation de l’enseignement rattacha la pathologie aviaire à une chaire nouvellement créée ( Pathologie du bétail et des animaux de basse-cour) mais le Conseil des professeurs de l’École d’Alfort chargea à titre personnel le professeur Abel Brion de l’enseignement de la pathologie aviaire.
Il prit sa retraite en 1972. Au cours de sa carrière, le professeur Brion forma plusieurs collaborateurs : Philippe Cottereau à Lyon, Michel Fontaine, Robert Moraillon, Bernard Clerc et Jean-Louis Pouchelon à Alfort.

## Travaux et publications
Le professeur Brion est l'auteur de plus de 270 articles scientifiques publiés dans des journaux édités par certaines sociétés savantes (Académie des sciences, Académie nationale de médecine, Académie vétérinaire de France, etc.) et dans les principales revues scientifiques vétérinaires françaises et étrangères.
Il est également auteur de 15 publications juridiques et de plus de 170 articles de vulgarisation.
C’est surtout dans le domaine de la pathologie aviaire que l’œuvre de Brion fut novatrice. Il a décelé en France la maladie respiratoire chronique, la bronchite infectieuse, l’encéphalopathie à virus et l'encéphalomalacie de nutrition. Il a isolé une souche vaccinale de la maladie de Newcastle, mis au point le diagnostic de la bronchite infectieuse aviaire et élaboré les règles de la prophylaxie de la maladie respiratoire chronique.

## L'enseignant

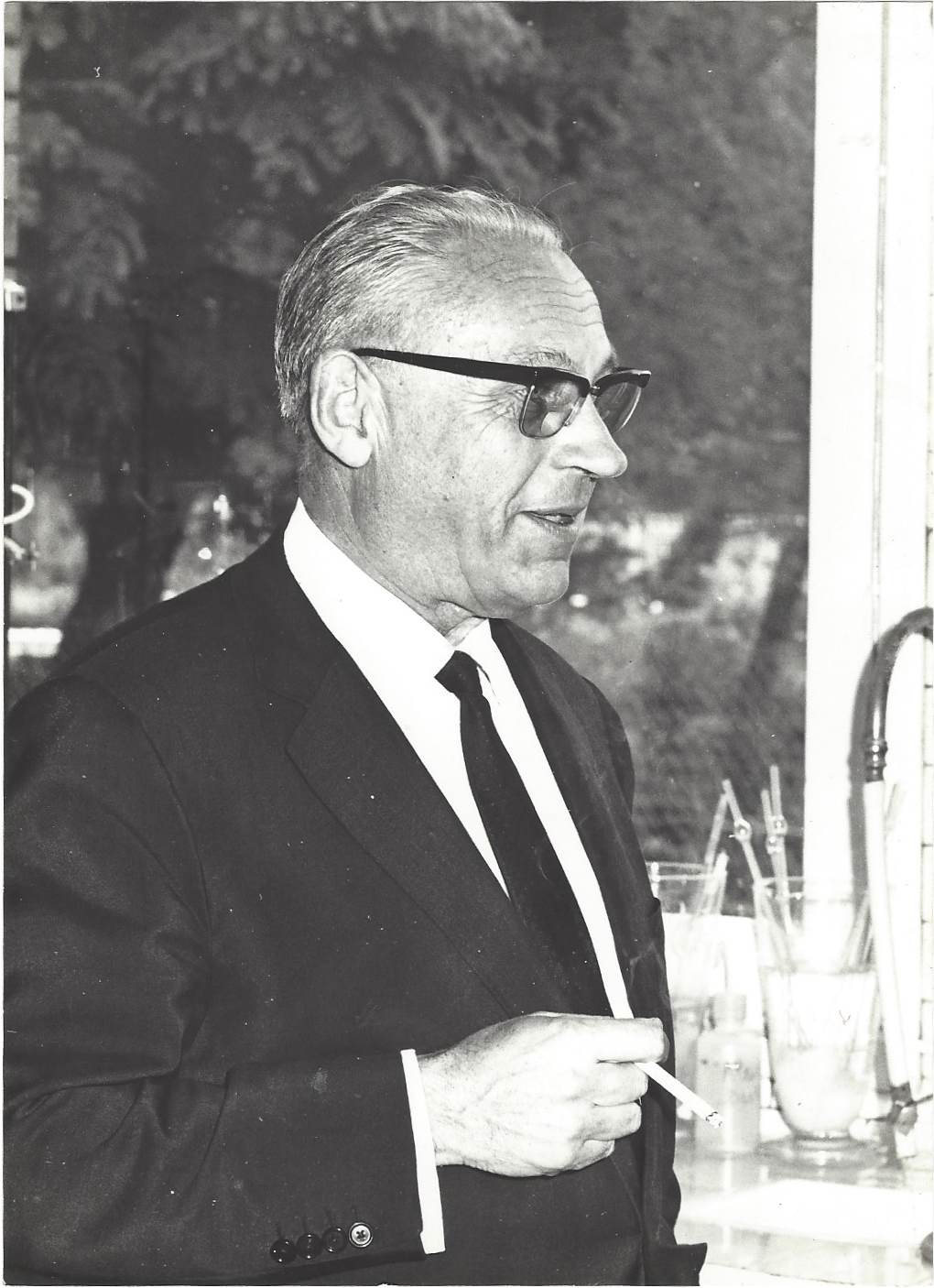
Professeur Abel Brion

Le professeur Brion a marqué par son enseignement plusieurs générations de vétérinaires. Ses qualités essentielles – limpidité de la pensée, pondération du jugement, parfaite érudition, sens aigu du discernement de l’essentiel – étaient celles d’un enseignant éminent donnant à ses élèves la satisfaction de bien comprendre et le « sentiment confortable d’être intelligent »,.
Il fut l’auteur d’ouvrages de référence pour l’exercice de la profession :
- Le Vade-mecum du vétérinaire, de Mollereau, Porcher et Nicolas dont il assura seul, puis avec Michel Fontaine, cinq éditions et qui fut traduit en espagnol et en russe ;
- Le Précis de jurisprudence vétérinaire, devenu Précis de législation vétérinaire (4 éditions).

## Académies, sociétés savantes, organisations internationales
Sa compétence reconnue par les plus hautes instances nationales et internationales lui valut de compter de nombreuses fonctions officielles : membre de la Commission permanente du Codex, du Comité vétérinaire des sérums et vaccins, rapporteur devant l’Office international des épizooties et expert sur la leptospirose devant l’Organisation mondiale de la santé.
Lauréat à plusieurs reprises de l’Académie vétérinaire de France, il devient membre de l'Académie nationale de médecine, de l’Académie royale de Belgique, de l’Association mondiale d’aviculture scientifique, de l’Association mondiale vétérinaire d’aviculture qu’il présida de 1960 à 1967, de l’Association française de zootechnie, de la Société de pathologie comparée, de la Société vétérinaire pratique ,...
Le professeur Brion a participé de façon éminente à la vie de la profession vétérinaire en présidant de 1966 à 1972 le Conseil supérieur de l’ Ordre des vétérinaires et il a créé la Revue de l’Ordre des vétérinaires,.

## Distinctions et hommages
Le professeur Brion est titulaire de nombreuses décorations :
- Officier de la Légion d'honneur (1967)[5],
- Commandeur du Mérite agricole,
- Officier de l'Ordre des Palmes académiques,
- Commandeur de l’Ordre de Léopold II[6].

Son nom a été donné au bâtiment de pathologie des carnivores qui avait été érigé en 1927 dans l’École vétérinaire d'Alfort.